# Port-Sainte-Foy-et-Ponchapt
Port-Sainte-Foy-et-Ponchapt ist eine französische Kleinstadt mit 2.515 Einwohnern (Stand 1. Januar 2022) im Département Dordogne in der Region Nouvelle-Aquitaine.

## Geografie
Port-Sainte-Foy-et-Ponchapt liegt im Südwesten Frankreichs an der Dordogne, 63 Kilometer östlich von Bordeaux, 22 Kilometer westlich von Bergerac, dem Sitz der Unterpräfektur des Arrondissements, und 7,6 Kilometer östlich von Vélines auf einer mittleren Höhe von 87 Metern über dem Meeresspiegel. Die Mairie steht auf einer Höhe von 17 Metern. Nachbargemeinden von Port-Sainte-Foy-et-Ponchapt sind Saint-Antoine-de-Breuilh im Westen, Saint-Avit-Saint-Nazaire im Nordosten, Saint-André-et-Appelles im Süden und Sainte-Foy-la-Grande im Südosten am anderen Ufer der Dordogne. Das Gemeindegebiet hat eine Fläche von 1832 Hektar.
Die Gemeinde ist einer Klimazone des Typs Cfb (nach Köppen und Geiger) zugeordnet: Warmgemäßigtes Regenklima (C), vollfeucht (f), wärmster Monat unter 22 °C, mindestens vier Monate über 10 °C (b). Es herrscht Seeklima mit gemäßigtem Sommer.

## Geschichte
Ursprünglich war Port-Sainte-Foy-et-Ponchapt der Hafen von Sainte-Foy-la-Grande. Die kleine Ortschaft war seit der Steinzeit ein Ort der Begegnung von Menschen, wie zahlreiche Funde von Steingerät auf Feuerstein bezeugen. Die Gemeinde Port-Sainte-Foy entstand 1859 durch die Fusion der Gemeinden Saint-Avit-de-Tizac, Le Canet und La Rouquette. 1960 wurde die Ortschaft Ponchapt eingemeindet und die Gemeinde erhielt ihren heutigen Namen.
1940 flohen einige Familien aus Plobsheim im Elsass vor den deutschen Besatzern nach Port-Sainte-Foy, daher pflegen die beiden Gemeinden bis heute eine besondere Freundschaft.

### Bevölkerungsentwicklung
| 1962 | 1968 | 1975 | 1982 | 1990 | 1999 | 2006 | 2017 |
| ---- | ---- | ---- | ---- | ---- | ---- | ---- | ---- |
| 1594 | 1798 | 1872 | 2093 | 2222 | 2345 | 2223 | 2498 |

## Kultur und Sehenswürdigkeiten
Eine gallo-römische Villa aus dem 1. Jahrhundert wurde im 3. Jahrhundert zerstört und im 4. Jahrhundert wiedererbaut. In späterer Zeit bis 1850 diente dieses Gebäude religiösen Zwecken. In dem Gebäude wurden fünf christliche Mosaike aus dem 4. Jahrhundert gefunden. Sie wurden 1926 als „historische Monumente“ denkmalgeschützt.
Das Schloss Fauga wurde im 18. Jahrhundert erbaut. Es wurde von einer protestantischen Familie errichtet. Im Keller gab es einen Fluchtweg zum Weiler La Rouquette. Das Gebäude besteht aus einem Haupthaus mit zwei Seitenflügeln, westlich davon steht ein runder Turm. Im linken Flügel des Schlosses blieb eine Küche mit einem Louis-quinze-Kamin erhalten. Der rechte Flügel diente früher als Kuhstall und endet mit einem älteren Gebäude, das durch einen runden Turm abgeschlossen wird. Das Schloss wurde 1989 in das Zusatzverzeichnis der „historischen Monumente“ eingetragen.
Port-Sainte-Foy-et-Ponchapt gehört zur römisch-katholischen Gemeinschaft Communauté des deux Rives du Pays Foyen (‚der zwei Ufer der Landschaft von Foy‘), die Teil der Pfarrei Sainte Marie en Périgord Foyen des Bistums Périgueux und Sarlat ist.
Die katholische Kirche von Ponchapt war ursprünglich die Kapelle eines Schlosses. Das Schloss wurde in der Französischen Revolution (1789–1799) zerstört. Hundert Meter nördlich der Kirche gibt es eine als wundertätig geltende Quelle. Kapelle und Quelle lagen an einem historischen Teil des Jakobswegs. Kurz vor Beginn der Revolution wurde die Kapelle vergrößert, mit einem Glockenturm versehen und zur Pfarrkirche von Ponchapt erklärt. Bis 1924 war die Kirche von einem Friedhof umgeben, der dann aus der Stadt hinausgebracht wurde. Da die Gemeinde durch eine Fusion mehrerer Ortschaften entstanden ist, gibt es insgesamt drei katholische Kirchen.
Schon 1591 wurde im Zuge der Reformation eine erste protestantische Kirche eingerichtet. Sie bestand bis 1677. Eine zweite Kirche wurde 1827 gebaut und 1843 durch eine Überschwemmung zerstört. Eine dritte Kirche wurde 1866 gebaut und 1870 in Gegenwart von 22 protestantischen Pfarrern eingeweiht. Dieses Gebäude wird heute nicht mehr für Gottesdienste genutzt. Es gibt eine protestantische Kirche und ein protestantisches Museum in der Nachbargemeinde Sainte-Foy-la-Grande.
Es gibt außerdem eine Moschee in Port-Sainte-Foy-et-Ponchapt.

## Wirtschaft und Infrastruktur

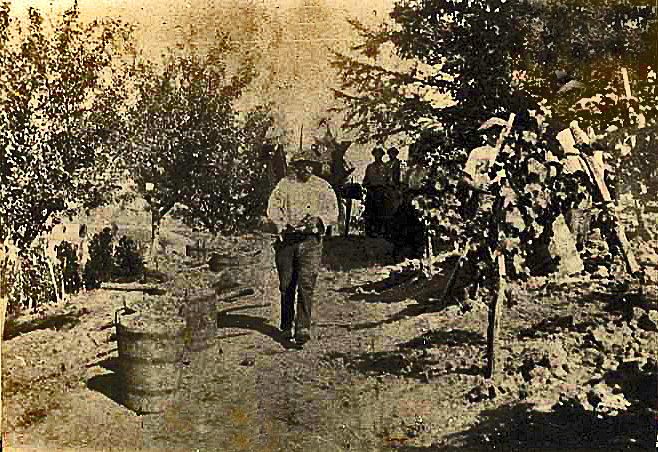
Weinbau in Port-Sainte-Foy um 1880

Im Jahr 2009 waren 34,3 Prozent der Erwerbstätigen in der Gemeinde beschäftigt, die anderen waren Pendler. 8,7 Prozent der Arbeitnehmer waren arbeitslos.
Es gibt eine Grundschule und einen Kindergarten in der Gemeinde. Der nächstgelegene Bahnhof steht in Sainte-Foy-la-Grande. Der nächste Flughafen ist der 24,4 Kilometer entfernt liegende Flughafen Bergerac.
Auf dem Gemeindegebiet gelten kontrollierte Herkunftsbezeichnungen (AOC) für Bergerac- und Montravel-Weine sowie geschützte geographische Angaben (IGP) für Kalbfleisch (Veau du Limousin), Lammfleisch (Agneau du Périgord), Schinken (Jambon de Bayonne), Enten für Foie gras (Canard à foie gras du Sud-Ouest), Erdbeeren (Fraise du Périgord), Trockenpflaumen der Art Prunus domestica d’Ente mit der Bezeichnung Pruneau d’Agen und Weine der Bezeichnung Périgord.